# 豊能町
豊能町（とよのちょう）は、大阪府豊能地域に位置し、豊能郡に属する町。
本項では町制前の名称である東能勢村（ひがしのせむら）についても述べる。

## 地理
大阪府北西部、京都府と兵庫県の接点に位置する。また北摂山系の中にあり、標高が高いことから隣接する能勢町とともに「大阪の軽井沢」、あるいは寒冷であることを強調して「大阪の北海道」「大阪のシベリア」などと称される。該当する地域（東地区）の標高は400m〜600m程度に位置しており、大阪府中心部より概して3°C程度は気温が低い。また、北摂山系に含まれることから冬季はバスが運休するほどの降雪に見舞われることもあり、温度は氷点下になることもある。一方、西地区一帯では標高200〜300mであり、東地区に比べて降雪量が少ない。
東地区のほとんどの地域は、旧令制国の摂津国であり旧能勢郡にあたるが、高山地区は旧三島郡清溪村から編入された地域であり旧島下郡であたる。また、牧・寺田両地区は京都府亀岡市から編入された地域であり、旧丹波国桑田郡である。一方で、西地区はもともと旧川辺郡にあたり、1889年に旧能勢郡に編入された。なお、西地区の西端（旧吉川大字保谷周辺）は一庫ダムの一部に属する。
町域は妙見山山塊（妙見山〜光明山〜天台山）を隔て東地区と西地区に二分される。元は東地区は東能勢村（一部は京都府亀岡）、西地区は吉川村、として独自に発展してきた。妙見山は標高660mにも上るため、東地区と西地区は未だに町内だけで移動できる道路がなく、野間峠から清滝を経て初谷川の渓谷沿いに至る徒歩道を除けば、国道423号・府道605号・府道4号・国道477号を利用して野間峠・能勢町野間中・川西市黒川を経由する府県境を越境するものが主要ルートであった。2007年5月30日に、箕面市止々呂美・森町地区に開通した止々呂美東西線の開通により、箕面市域を経由するルートが開通した。
東地区は鉄道がなく、町役場のある余野を中心に国道・府道が通じているため、近隣の市街地（池田市・茨木市・箕面市・京都府亀岡市）へは阪急バスによるバス路線が運行されている。ただし、いずれの道路も比較的長距離の山道走行をしないと市街地に出ることができない。このように、東地区は、箕面市止々呂美や茨木市見山（忍頂寺・車作など）・亀岡市東別院町・西別院町などと広い範囲で繋がりが深い。
一方で、西地区は鉄道で市街地に出ることができ、道路も市街地までの山道区間は比較的短い。特に能勢電鉄の開通により川西市との繋がりが大きく、川西地区の開発・発展の恩恵を多大に受けている。また、西地区と能勢町東部は国道477号を通して繋がっている。
東地区南東部の高山地域は「隠れキリシタンの里」としても有名で、高山右近の生誕地でもあり、東地区の隣接地域である茨木市千提寺地区には隠れキリシタンの資料館・茨木市立キリシタン遺物史料館がある。また、高山地域の一部は北摂霊園の敷地内となっているほか、新名神高速道路が南部をかすめる程度で通過している。
町内を流れる川としては、余野川水系（牧川・野間川・寺田川・石田川・大円川・切畑川・木代川・高山川の一部）、箕面川水系（高山川の一部）、初谷川がある。町内にある山には、町を東西に分断する妙見山・光明山・天台山をはじめ、鴻応山・戸知山・明ケ田尾山・湯谷ケ岳・田の廣・高代寺山・青貝山がある。

### 人口
平成27年国勢調査により前回調査からの人口増減をみると、9.29％減の19,934人であり、増減率は府下43市町村41位、72行政区域中70位。
町内の人口比では、役場のある東地区は全体の約25%、役場支所のある西地区は全体の約75%にあたる。
| |                                        |  |
| 豊能町と全国の年齢別人口分布（2005年） | 豊能町の年齢・男女別人口分布（2005年） |  |
| ■紫色 ― 豊能町 ■緑色 ― 日本全国 | ■青色 ― 男性 ■赤色 ― 女性              |  |
| 豊能町（に相当する地域）の人口の推移 \| 1970年（昭和45年） \| 4,930人 \| \| \| 1975年（昭和50年） \| 7,090人 \| \| \| 1980年（昭和55年） \| 12,471人 \| \| \| 1985年（昭和60年） \| 16,297人 \| \| \| 1990年（平成2年） \| 23,676人 \| \| \| 1995年（平成7年） \| 26,617人 \| \| \| 2000年（平成12年） \| 25,722人 \| \| \| 2005年（平成17年） \| 23,928人 \| \| \| 2010年（平成22年） \| 21,989人 \| \| \| 2015年（平成27年） \| 19,934人 \| \| \| 2020年（令和2年） \| 18,279人 \| \| |                                        |  |
| 総務省統計局 国勢調査より |                                        |  |
| 1970年（昭和45年） | 4,930人                                |  |
| 1975年（昭和50年） | 7,090人                                |  |
| 1980年（昭和55年） | 12,471人                               |  |
| 1985年（昭和60年） | 16,297人                               |  |
| 1990年（平成2年） | 23,676人                               |  |
| 1995年（平成7年） | 26,617人                               |  |
| 2000年（平成12年） | 25,722人                               |  |
| 2005年（平成17年） | 23,928人                               |  |
| 2010年（平成22年） | 21,989人                               |  |
| 2015年（平成27年） | 19,934人                               |  |
| 2020年（令和2年） | 18,279人                               |  |

## 文化・生活圏

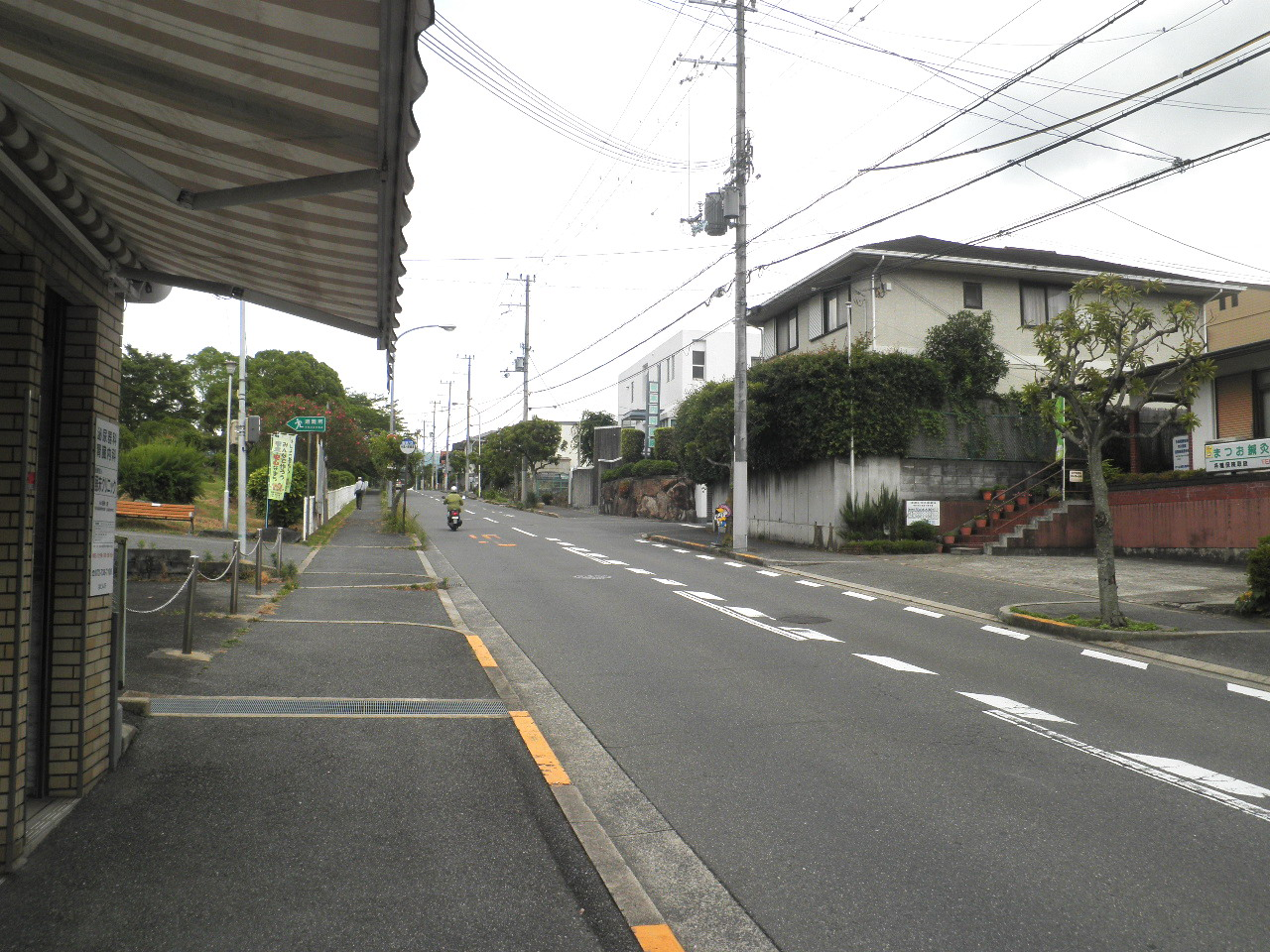
新興住宅地が広がる西地区

### 東地区

#### 余野・野間口・牧・切畑・寺田・川尻・木代・希望ヶ丘
町役場がある余野を中心に発展してきた地域である。東地区の北部に位置する牧・寺田地区は亀岡市から編入された。希望ヶ丘地区は大和団地（当時）によって作られた住宅地である。
中心地である余野からは東西南北への道路網が存在しており、文化・生活圏は主に池田・亀岡・茨木・千里中央と幅広い。そのため最寄駅も能勢町同様、町外の各駅になっている。また、箕面市止々呂美中学からの職場体験を受け入るなど周辺の山間地域との交流も盛んである。過去には、京都府亀岡市別院地区から公立城山高校（廃校）（余野）への通学を認めていたり、箕面市止々呂美地区から余野の豊能町立双葉保育所への通園も認められていた
（希望ヶ丘の詳細は北大阪ネオポリスを参照）。

#### 東南地区（高山）
北摂山系の中にある中山間部の地区。元は三島郡清溪村に属する地区であったが、清溪村の他の3大字（佐保・泉原・千提寺）が茨木市に編入され、大字高山のみ東能勢村（現・豊能町）に編入された。道路での町内他地区への移動は箕面市や茨木市域を一旦経由しなければならない。棚田や野菜畑といった農業が主要な地区であるが、人口減少によって高山小学校が廃校になるなど地区の過疎高齢化が進んでいる。

### 西地区

#### 吉川・ときわ台・東ときわ台・光風台・新光風台
旧川辺郡（のちに能勢郡となる）吉川村の区域であり、昭和初期までは吉川（上之町、中之町、下之町の各集落）および保之谷集落から構成されていたが、高度成長期以降、住宅地が造成された。能勢電鉄によってときわ台・東ときわ台、日本機械土木（その後奈良建設→京阪神興発に社名変更、現在は特別清算）によって光風台・新光風台が開かれた。なお、妙見口駅周辺の吉川は市街化調整区域に設定され宅地化されなかった為、旧村地区の性質を保っている。
文化・生活圏は能勢電鉄が走っているため主に川西（兵庫県依存型）となる。そのため、同じ大阪府内である池田や豊中、大阪市内、能勢へ行くときは一旦兵庫県内（川西市域）を通るルートが一般的であるが、府内主要地へは2007年5月に開通した止々呂美東西線及び箕面有料道路（箕面グリーンロード）の開通により、所要時間や距離は大幅に短縮された。

## 歴史

### 年表
詳しくはこちらのページを参照のこと。
- 1889年（明治22年）4月1日 - 町村制の施行により、能勢郡余野村・川尻村・木代村・切畑村・野間口村の区域をもって東能勢村が発足（町村合併標準により一町村300から500戸を標準としたことによる）。川辺郡吉川村の所属が能勢郡に変わる。
- 1896年（明治29年）4月1日 - 能勢郡東能勢村の所属郡が豊能郡に変更。
- 1923年（大正12年） - 能勢電気軌道（現・能勢電鉄）一の鳥居駅・妙見駅（現・妙見口駅）間延伸。
- 1955年（昭和30年）4月15日 - 東能勢村が茨木市の一部（大字高山）を編入。
- 1956年（昭和31年）9月30日 - 東能勢村が吉川村と合併し、改めて東能勢村が発足。当時の人口約4000人。
- 1958年（昭和33年）4月1日 - 東能勢村が京都府亀岡市の一部（西別院町牧・寺田の大部分）を編入。
- 1968年（昭和43年） - 能勢電気軌道ときわ台駅開業　ときわ台駅前住宅入居開始。
- 1974年（昭和49年） - 能勢電気軌道光風台駅開業。
- 1975年（昭和50年） - 光風台住宅入居開始。
- 1977年（昭和52年）4月1日 - 東能勢村が町制施行・改称して豊能町となる（人口8000人を超え、大阪府の「町としての要件に関する条例」の人口要件に達したことによる）。
- 1981年（昭和56年） - 東ときわ台竣工。
- 1984年（昭和59年） - 希望ヶ丘竣工。
- 1988年（昭和63年） - 新光風台竣工。
- 1993年（平成5年） - ユーベルホール竣工。
- 1996年（平成8年） - スポーツセンターシートス竣工。
- 2007年（平成19年） - 町制30周年。止々呂美東西線の開通により、東西地区の移動距離が大幅に短縮される。
- 2022年（令和4年）4月1日 - 過疎地域に指定。能勢町と同時で、大阪府内では3番目。

### 合併による新・東能勢村の成立の経緯
大阪府は町村合併促進法（1953年（昭和28年）に制定）」に基づき、旧能勢郡に属する奥能勢6村（東能勢・吉川・田尻・歌垣・東郷・西能勢）を1村とする方針を定めた。当初より段階的な統合を検討しており、その第一段階として東能勢村と吉川村の合併が考えられていた。1955年には両村会議長が府に対して、両村を結ぶ道路を作るか、野間峠に新トンネルの建設を陳情している。しかし期限切れの直前となる9月11日の会合で、新村の仮庁舎をどこに設置するかで紛糾し、6村合併は頓挫した。自村への設置に拘り紛糾の元となった東郷村長は引責辞職を表明し、合併から離脱した。
残る5村は、13日に協議会を開き東能勢村・吉川村が新・東能勢村に、西能勢村・歌垣村・田尻村が能勢村（後の能勢町）として合併することで合意、期限切れ当日の9月30日に施行された。なお、合併から取り残された東郷村も1959年（昭和34年）に能勢町へ編入された。その後は能勢町及び箕面市止々呂美地区と東地区の親交が深かったため箕面市とも合併構想を検討していたが、いずれも進展なく終わっている。
合併による新・東能勢村の成立以前にも1895年（明治28年）には（東西連絡で府県境越えとなる部分である）兵庫県川西市黒川地区を吉川村に合併する話が持ち上がったが、見送られた。
「平成の大合併」では、飛地となる池田市との合併をも検討されたが不調に終わった。

## 行政

### 町長
- 上浦登

歴代町長
- 2000年 - 2008年 日下纓子（くさか えいこ）
- 2008年 - 2012年 池田勇夫（いけだ いさお）
- 2012年 - 2016年 田中龍一（たなか りゅういち）
- 2016年 - 2019年 池田勇夫 - 在任中に死去[2]
- 2019年 - 2023年 塩川恒俊
- 2023年 - 現職 上浦登

### 町役場・支所
- 豊能町役場　豊能町余野414番地の1
- 豊能町役場吉川支所　豊能町東ときわ台1-2-3

### 町役場内組織
各課の業務内容については組織・各課の一覧もあわせて参照のこと。
- 議会事務局
- 総務部
  - 総務課
  - 自治人権課
  - まちづくり課
  - 財務課
- 生活福祉部
  - 吉川支所
  - 高齢障害福祉課
  - 住民保険課
  - 子育て健康福祉課
- 建設水道部
  - 建設課
  - 上下水道課
  - 環境課
  - 農林商工課
- 出納室
- 消防本部
  - 消防総務課
  - 消防署
- 教育委員会事務局
  - 教育総務課
  - 指導課
  - 生涯学習課

### 保育所・幼稚園・認定こども園
- 豊能町立吉川保育所
- 豊能町立ふたば園（認定こども園） - 2011年度より双葉保育所と東能勢幼稚園が統合（幼保一元化）され、旧・東能勢幼稚園に新たな施設として設置された。
- 豊能町立ひかり幼稚園 - 2011年度より吉川幼稚園と光風台幼稚園が統合され、旧・光風台幼稚園に新たな施設として設置された。

### 小学校
- 豊能町立東能勢小学校
- 豊能町立吉川小学校
- 豊能町立光風台小学校
- 豊能町立東ときわ台小学校

### 中学校
- 豊能町立東能勢中学校
- 豊能町立吉川中学校

### 高等学校
- 大阪府立城山高等学校（廃校）- 特例として亀岡市別院地区からの生徒を受け入れていた。第1・2学区の合併により2008年3月末で廃校となり、豊能町は大阪府の摂津地域では唯一「高校の無い市町村」となった。

## 議会

### 町議会
定数は12人。2021年9月26日時点での会派構成は以下の通り。
| 会派名       | 議席数 | 所属党派     | 女性議員数 | 女性議員の比率(%) |
| ------------ | ------ | ------------ | ---------- | ----------------- |
| 大阪維新の会 | 4      | 大阪維新の会 | 3          | 75                |
| 公明党       | 2      | 公明党       | 0          | 0                 |
| 日本共産党   | 1      | 日本共産党   | 1          | 100               |
| 自由民主党   | 1      | 自由民主党   | 0          | 0                 |
| 無所属       | 4      |              | 2          | 50                |
| 計           | 12     |              | 6          | 50                |

### 国会
- 衆議院小選挙区：大阪府第9区
  - 選出議員：足立康史

2021年10月31日衆議院議員選挙による当選にて選出される。

## 交通

### 鉄道路線
鉄道路線が敷かれているのは西地区のみであり、いずれの駅も近隣住民や観光客の利用がほとんどである。このため町の中心となる駅は存在しない。
能勢電鉄
妙見線 : 光風台駅 - ときわ台駅 - 妙見口駅

### 道路
2022年10月現在、国道2本、主要地方道1本、一般府道4本、町道544本が走っている。また町内のガソリンスタンドは2022年10月現在すべて撤退しており、給油の際は近隣市町に行く必要がある。
高速道路
- E1A 新名神高速道路
町内を通過する区間は箕面トンネル（上り線4,997m・下り線4,982m）の一部でありインターチェンジなどは設置されていない。ただし、近隣市である箕面市内の大阪府道路公社箕面有料道路箕面グリーンロードの箕面バイパス北口の箕面とどろみインターチェンジ付近で国道423号と共に接続されるほか、茨木市内にある茨木千提寺インターチェンジで府道110号余野茨木線に接続する。

国道
- 国道423号
- 国道477号

府道
- 大阪府道4号茨木能勢線
- 大阪府道109号余野車作線
- 大阪府道110号余野茨木線
- 大阪府道604号野間出野一庫線
- 大阪府道605号国崎野間口線

町内の東西間の移動は、従来からの大阪府道605号国崎野間口線（野間峠）を経由するルートのほか、隣接する箕面市北部にある止々呂美東西線（2007年5月30日開通）や都市計画道路止々呂美吉川線（2015年度に開通）がある。
町道
- 一級町道
  - 牧野間口線、牧寺田切畑線、吉川中央線、木代高山線、大丸線
- 二級町道
  - 余野山手線、浅田切畑線、吉川川尻線、余野川尻線、平野線、平野戸知山線、猿阪保ノ谷線、ムラグチフナオカ線、フケカイザカ線、希望ヶ丘中央線など。

### バス

#### 阪急バス
営業所基地は東地区の希望ヶ丘にある。

##### 東地区
東地区は役場のある余野を中心に池田・茨木・箕面萱野方面に路線が運行されている。
- 池田方面（北大阪ネオポリス線）
  - 126系統　阪急池田駅 - 久安寺 - 中止々呂美 - 余野（豊能町役場） - 牧 - 余野（東能勢中） - 希望ヶ丘
  - 26系統　阪急池田駅 - 久安寺 - 中止々呂美 - 余野（東能勢中）- 希望ヶ丘
    - 126系統・26系統ともに、途中の「中止々呂美」停留所で、箕面森町線（1系統 千里中央・白島 - 中止々呂美 - 箕面森町）に乗り換えることができ、箕面有料道路の開通によって豊能町東部 - 箕面市・千里中央間の移動が便利になった。

  - 池田方面の東能勢線は、池田 - 余野 - 妙見山上系統を中心に発展してきた。この池田 - 妙見山上系統は1960年代には大阪本町・梅田からの直通便が運行されていたこともあった。1997年に余野で路線が分断され、2019年に廃止された。
  - 東能勢線では、府県境を越境して、池田 - 牧 - 関西カントリー（亀岡市西別院町）という路線もあったが、1997年に廃止された。

- 茨木方面（忍頂寺線）
  - 81系統　阪急茨木市駅 - JR茨木市駅 - 福井 - 千提寺口 - 忍頂寺 - 千提寺口 - 上音羽 - 希望ヶ丘東 - 福田 - 余野
    - 「千提寺口」停留所で、希望ヶ丘方面（北大阪ネオポリス線）に乗り換えられる。

  - 上音羽経由の路線は、1970年代までは能勢妙見山への直通路線が運行されていた。銭原経由の路線は沿線住民からの請願路線である。1997年から2011年までは忍頂寺で路線が分断されていた。
- 箕面萱野方面（北大阪ネオポリス線・粟生団地線）
  - 北大阪ネオポリス線24系統　箕面萱野駅 - 白島 - 青松園前 - 彩都粟生南六丁目 - 彩都西駅 - 泉原 - 千提寺口 - 上音羽 - 希望ヶ丘 - 余野
    - 「千提寺口」停留所で、茨木方面（忍頂寺線）に乗り換えられる。
    - 北大阪ネオポリス団地への入居が進んだことで、運行を開始した。2016年に彩都トンネルが開通したことで、彩都地区の住宅輸送と合体した系統が主な運行系統となっている。

  - 北大阪ネオポリス線27系統　箕面萱野駅 - 白島 -（箕面トンネル） - 中止々呂美 - 余野 - 希望ヶ丘
    - 箕面トンネルの計画当初から希望ヶ丘住民をはじめとする東地区住民から請願されていた路線であったが、2016年の彩都経由便の開通にあわせて、悲願の実現となった。

  - 粟生団地線29系統（特急）　北千里・千里中央 - 粟生団地 - 勝尾寺 - 北摂霊園 - 高山 - 余野 - 希望ヶ丘
    - もともとは勝尾寺・北摂霊園への輸送を目的に新設されたが、回送の活用として2000年に高山・余野・希望ヶ丘に路線延長した。高山地区には、東能勢中学校・府立城山高校の通学対策便として北大阪ネオポリス線27系統が平日・土曜日に1往復運行されていたが、2016年に廃止された。

##### 西地区
- 新興住宅地域を運行する路線
  - 豊能西線 2系統/3系統/4系統　箕面森町地区センター - 支所前 - 東ときわ台 - 光風台六丁目三号公園 - 光風台駅 - 新光風台（循環）
  - 豊能西線 9系統　箕面萱野駅 - 白島 - 箕面森町西 - 支所前 - 東ときわ台 - 光風台六丁目三号公園 - 光風台駅 - 新光風台（循環）
    - 能勢電鉄の光風台駅を基点に、東ときわ台・新光風台・光風台の各住宅地を結んでいる。不採算路線であるため、西地区の運行路線については運行経費の赤字分を負担[要出典]している。
    - 豊能町による社会実験実証運行路線として2022年7月1日に運行を開始した。運行開始にあたっては、西地区に偏った行政をPRするために、町の広報誌[要文献特定詳細情報]でも大きく取り上げられた。

#### 京都交通バス
営業所基地が吉川にあり、能勢町や京都府亀岡市を結ぶ路線を運行していた。能勢町への路線は2003年7月、亀岡市への路線は2005年4月に廃止された。
- 余野線・西別院線　亀岡駅 - 南条局前 - 大歳 - 柚原 - 神地 - 牧 - 妙見口 - 余野
  - 2005年4月に廃止された。余野から亀岡方面へは、東能勢線もしくは東地区デマンドタクシー「牧」停留所と亀岡市ふるさとバス「神地」停留所を徒歩で乗り継ぐことで移動することができる。亀岡市長の桂川孝裕は2022年12月9日の市議会[要文献特定詳細情報]において「民間バス事業者により、行政界を超えた運行体系の構築や運行支援についても、今後可能性を研究してまいりたい」「利用者の需要や費用対効果を十分に見極めた上で、新たな路線について、関係市町とともに検討する必要がある」と言及した。
- 国道本線　京都駅前 - 阪急桂駅 - 亀岡駅 - 奥田橋 - 本滝口 - 野間峠 - 妙見山
  - 2005年4月に廃止された。京都・亀岡方面から能勢妙見山への巡拝路線として運行されていた。
- 野間線　余野 - 妙見口 - 野間峠 - 本滝口 - 吉川
- 吉川線　吉川 - 本滝口 - 倉垣 - 本梅車庫前（畑野線で亀岡駅方面に連絡）
- 森上線　吉川 - 本滝口 - 倉垣 - 山内 - 宿野 - 今西 
  - 能勢電鉄妙見口駅から能勢町東部・西部・亀岡市方面、および豊能町の東西間を結ぶバスが運行されていた。2003年7月に廃止され、能勢町が運行経費の赤字分を負担する「地方バス路線維持費補助金」によって阪急バス妙見口能勢線が開設された。

### 豊能町による運行
- 豊能町公共施設巡回バス・豊能町巡回バス
  - 1994年に豊能町の東西間を結ぶバスとして運行が開始された。運行は阪急バス（貸切担当）に委託していた。
  - 2003年に阪急バス豊能営業所（阪急田園バス豊能支社）に運行を委託するコミュニティバス路線（豊能町内線）となり、東西を結ぶ「東西巡回バス」、東地区を巡回する「東地区巡回バス」、西地区を巡回する「西地区巡回バス」が運行されていた。
  - 2011年7月に「豊能町東西バス」「豊能町東地区デマンドタクシー」に移行した。
- 豊能町東西バス
  - ときわ台駅 - 箕面森町地区センター - 余野（中央公民館前） - 阪急バス豊能営業所前
    - 2011年7月1日から社会実験路線として運行を開始した。運行は阪急バスに委託した。
    - 「箕面森町地区センター」で千里中央方面（箕面森町線）に乗り継ぐことができた。
    - 2015年4月からは「豊能町リレー便」に移行した。

- 豊能町リレー便
  - ときわ台駅 - 箕面森町地区センター - 箕面病院
    - 2015年4月1日から「豊能町東西バス」の運行区間を短縮したものとして開設された。東地区からは、阪急バス東能勢線を利用して「中止々呂美」で乗り換えることで利用ができた。また、「箕面森町地区センター」で千里中央方面（箕面森町線）に乗り継ぐことができた。
    - 運行は阪急バスに委託した。2015年4月1日から2022年6月30日まで運行され、2022年7月1日からは「西地区デマンドタクシー」に移行した。
- 豊能町デマンドタクシー（事前予約制）
  - 東地区デマンドタクシー
    - 川尻・高山線　余野（中央公民館）- 北ノ谷 - 殿方 - 高山
    - 牧・寺田・切畑線　余野（中央公民館）- 牧 - 寺田公民館 - 中野東 - 大円 - 福田 - 木代 - 余野
      - 2011年7月1日から「東地区巡回バス」に変わって、社会実験路線として運行を開始した。「余野」で阪急バス東能勢線に連絡する。
      - 運行は京都タクシー（ときわ台営業所）に委託している。町外に住民票をおく者も利用できる。
      - 2022年7月1日から、一方循環経路とし、希望ヶ丘への乗り入れを開始した。

  - 東西間デマンドタクシー（余野 - 支所前）
    - 2022年7月1日から、東西間を結ぶ路線として運行を開始した。運行は京都タクシー（ときわ台営業所）に委託している。

  - 西地区デマンドタクシー（箕面病院 - 箕面森町地区センター - ときわ台駅）
    - 2022年7月1日から「豊能町リレー便」から移行し、運行を開始した。運行は京都タクシー（ときわ台営業所）に委託している。

## 経済

### 産業
- 主要産業として東地区では林業、農業や食品加工が主であるが、道路沿いに資材置き場や産廃処分場の立地がみられる。
- 東地区・西地区問わず、旧村部には、自動車販売修理業や二輪販売修理業、建設業、住宅等リフォーム業、木材製材業、クリーニング店、酒店、不動産業、飲食店、和菓子販売、コーヒー豆販売店やスーパー等が存在する。
- 観光産業として、東地区では箕面有料道路や新名神高速道路の開通によって、2010年代後半頃から国道423号線沿いに店舗が目立つようになった。西地区の吉川地域では能勢妙見山へのハイキング客を対象とした観光産業がある。
- 高山地区は農業と林業が主要産業ではあるが、北摂霊園が立地している関係で複数の石材業者の立地も見られる。
- ニュータウンが開発された東地区の希望ヶ丘や西地区では、町外への事業所等への通勤が主である。

### 特産品
豊能町観光協会のサイトも参考のこと。
- 納豆　山口食品（株）製造納豆「能勢路」、納豆「黒豆納豆」、納豆「右近納豆」
- 大阪北部農業協同組合　豊能支店取扱　米「シルク21」
- 米「きぬひかり」
- 漬物　切畑夢工房製造　「かあちゃん漬け」
- 漬物 「豊能町高山郷名産　真菜漬」
- 味噌　切畑生活改善グループ製造　「かあちゃん味噌」
- 能勢栗
- 黒御影石
- 野菜　「たかやま　まな」
- 野菜　「たかやま　ごぼう」
- 野菜　ヤーコン（町では特産物として認定している）
- 池田炭（切畑地区の他、能勢町下田尻、川西市国崎・黒川、箕面市下止々呂美でも生産。市場を池田市に置くためこの名がつく）

### 商業施設

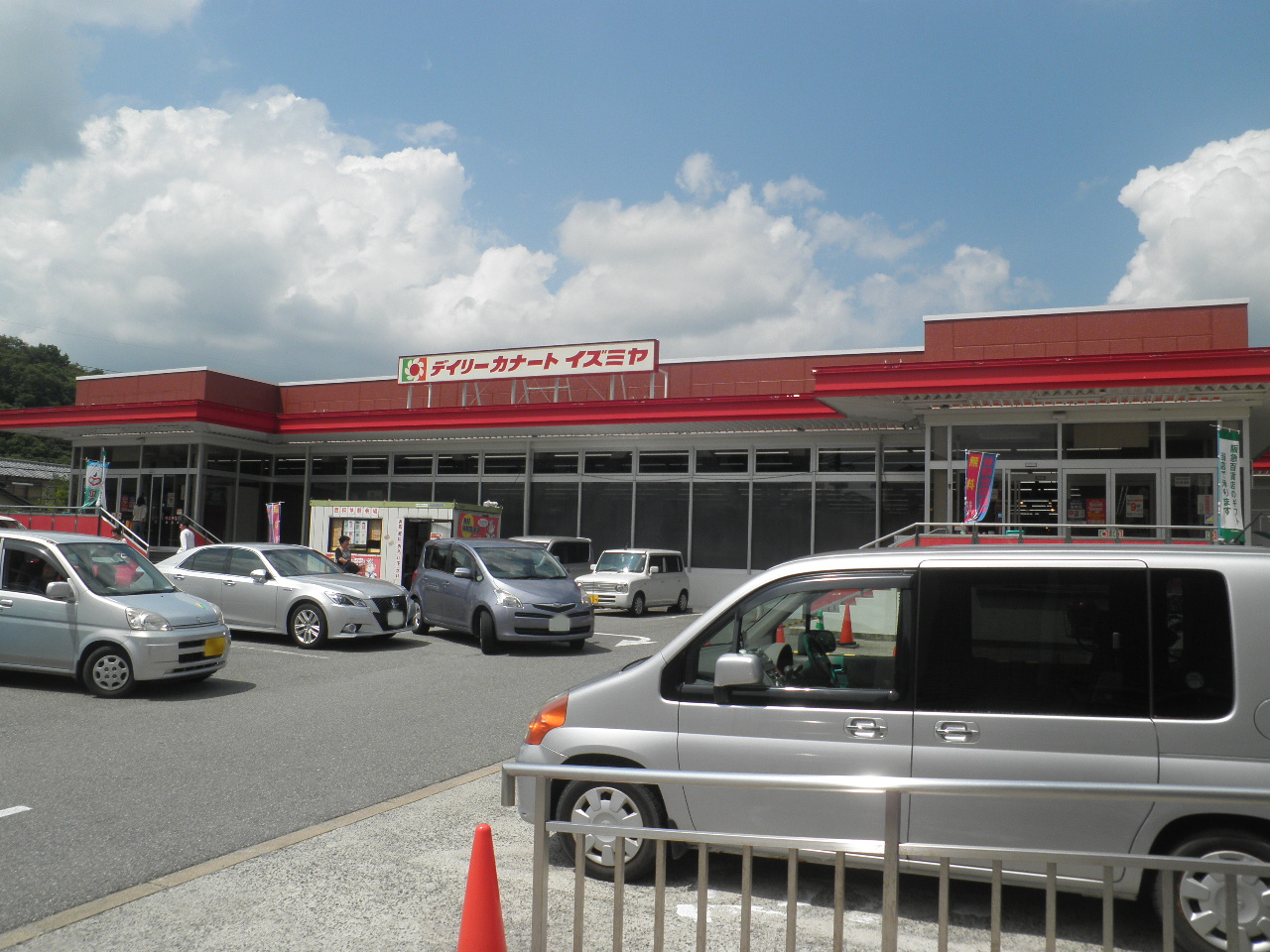
デイリーカナートイズミヤ光風台店

- 東地区には、希望ヶ丘内に小規模の酒店やクリーニング店及び居酒屋、生活クラブ生活協同組合大阪COOP希望ヶ丘店（生活クラブ事業連合生活協同組合連合会生活クラブ生活協同組合大阪コープ希望ヶ丘店）、コンビニエンスストア（ヤマザキショップ）等がある。また、　市街地である余野付近には、寿司店や喫茶店・コンビニエンスストア小規模なとスーパーマーケット等がある。各集落ごとに少数の小規模な商店があったが、2000年代には閉店するものも多い。

- 西地区には東ときわ台の商店街内に阪急オアシス、またコンビニエンスストア（セブン-イレブン）、光風台のデイリーカナートイズミヤ、新光風台の商店街内にコープこうべ（旧大阪北生協）があるほか、また各所に小規模店舗がある。
- 町外への買い物に出る住民も多く、東地区では亀岡市や池田市・茨木市・箕面市・彩都方面に、西地区は猪名川町・川西市方面に出ている。2019年には箕面森町にトライアルカンパニーの運営する商業施設が開業し、豊能町ならびに能勢町東部や亀岡市西別院方面の商業圏となった。

### 日本郵政グループ
（2012年12月現在）
- 日本郵便株式会社
  - 豊能郵便局（余野） - 集配局。
    - 本町集配局として、集配業務における指示管理等は箕面郵便局の指示管理下にある地黄郵便局（能勢町地黄）がある。

  - 豊能ときわ台郵便局（ときわ台）
  - 豊能東ときわ台郵便局（東ときわ台）
  - 豊能光風台郵便局（新光風台）

各郵便局にはゆうちょ銀行のATMが設置されており、豊能郵便局ではホリデーサービスを実施。
※豊能町内の郵便番号は以下の通り。
- 「563-01xx」＝吉川、ときわ台、東ときわ台、光風台、新光風台。地黄（じおう）郵便局（豊能郡能勢町地黄）の集配担当。
- 「563-02xx」＝上記以外の地域。豊能郵便局の集配担当。

## ケーブルテレビ
- 光風台・新光風台において、京阪神ケーブルビジョンが難視聴対策のCATVを行っている（地上波・BSの再送信のみ、多チャンネル放送・CATVインターネットなし）。西地区では一部地域を除いてeo光テレビのサービスが行われている。
- 東地区では、希望ヶ丘地区が住民共同でケーブルテレビを敷くという計画もあるが、未だに実現されていない。
- 豊能町周辺までエリアになっているJ:COM（北摂や関西）などの多チャンネルCATV・ケーブルインターネットサービスなどのサービスは豊能町には未だに進出されていない。
- 豊能町・能勢町域においては、アナログ放送においてはサンテレビが見られないが、KBS京都が見られるという地域があった。デジタル放送でもテレビ大阪などが受診できない地域がある。

## 名所・旧跡・観光スポット・祭事・催事
詳細は豊能町観光協会のサイトを参照のこと。
- 豊能町町勢便覧 (ハンドブック）
- 能勢妙見山（寺域の一部が豊能町。寺務所は能勢町に所在）
- 関西カートランド（木代　千里中央から希望ヶ丘四丁目停、茨木駅から阪急バス豊能営業所前停下車）（2006年12月16日閉鎖）
- コスモスの里（野間口　池田駅から妙見口停下車）
- 高山マリアの墓、高山札所（高山　高山右近の項も参照）
- 走落神社（木代）
- 法性寺（切畑）
- 朝川寺（木代）
- 法輪寺（川尻）
- 余野城址（余野）
- 七宝山高代寺薬師院（吉川）
- 吉川八幡神社（吉川）
- 考鬮寺（吉川）
- 長棚城（吉川城）址（吉川）
- スポーツ施設　シートス（新光風台） 本施設は指定管理者制度が導入されている（指定管理者：東京アスレティッククラブ）。
- 文化ホール　ユーベルホール（東ときわ台）
- 桜谷軽便鉄道（吉川）
- ハイキング（豊能町東地区の石仏群、初谷渓谷・妙見山）
- 6月頃〜　余野川鮎つり解禁（東能勢漁協組合）　なお箕面市止々呂美でも鮎釣りが出来る
- 箕面森町妙見山麓マラソン

## 隣接している自治体
- 大阪府－茨木市、箕面市、豊能郡能勢町
- 京都府－亀岡市
- 兵庫県－川西市

## 行政問題

### 東西問題

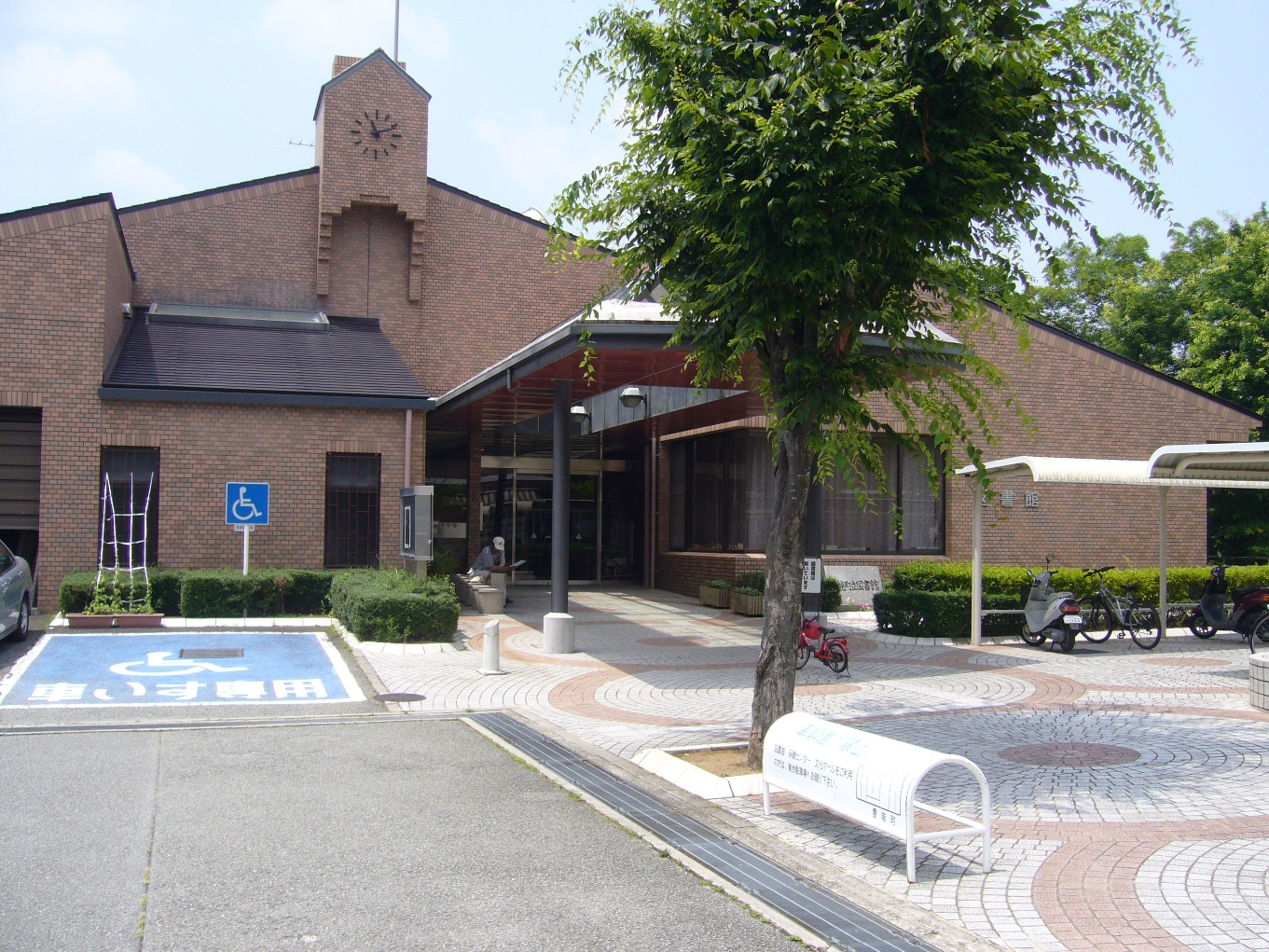
西地区の豊能町立図書館。
利用率が高く、かつては全国一になったこともある。

東西問題とは、本町が妙見山塊を境に東西両地区が大きく分断されている問題である。東西両地区は道路では一度町域外に出なければ移動出来ないため、人口規模に関係なく両地区に主要な公共施設を設置する必要があるなど、非効率な二拠点行政を強いられる行政問題を宿命的に抱えている。
- 歴史背景
東西両地区は元々は妙見山塊で隔絶された水系も交通圏も異なる東能勢村・吉川村として別個に存立していたものである。本町は戦後の昭和の大合併の時代に周辺町村の合併構想から取り残された両村が消去法的に合併した[要出典]性格が強い。そのため、新村は地理的に非常に無理のある変則的な構成となったのである。東西問題の弊害は、合併から50年以上経過し箕面森町を経由する短絡路が完成した今日に至っても継続している。
さらに後述するダイオキシン問題により、1990年代中頃から2020年代現在にかけて、東西間における住民どうしの感情的な対立はより顕著[要出典]となる。人口規模的にも支所のある西地区に有利になるような市民活動や行政活動[要出典]が続いている。

東西に並立する公共施設
| 施設種別     | 東地区                     | 西地区               |
| ------------ | -------------------------- | -------------------- |
| 町役場       | ○本庁                      | 吉川支所             |
| 消防署       | 東出張所                   | ○消防本部            |
| 図書館       | 中央公民館図書館           | ○町立図書館          |
| スポーツ施設 | 青少年総合スポーツセンター | ○シートス            |
| 公民館       | ○中央公民館                | 西公民館・吉川公民館 |

○は本庁扱い、またはより規模が大きなもの。
- なお、文化ホール「ユーベルホール」や保健福祉総合施設「豊悠プラザ」などは西地区だけにある。

## ダイオキシン問題

### 概要
1997年11月、豊能町と能勢町で共同運営するゴミ処理施設「豊能郡美化センター」（豊能郡能勢町内に所在した。北緯34度59分08.257秒 東経135度26分47.156秒 ）内とその周辺で過去最高の濃度となるダイオキシン汚染が検出された。
能勢町は汚染された周辺土壌（約9,000トン）を、豊能町は施設内の汚染物質（ドラム缶約4,300本に封入）の処理を分担することとなった。
当初、南殿利正町長（当時）は、豊能町木代地区にダイオキシン無害化処理施設の建設を予定していたが、木代に隣接する希望ケ丘地区の自治会（会長：湯浅光雄＝後、町議会議員）を中心に猛烈な反対運動が巻き起こり、デモ運動も起こった。これに対して、南殿町長は「関係のない新しい住宅地の人が先に騒いでいる」と発言し、計画の白紙撤回を求めている希望ヶ丘自治会を批判した。
その3ヶ月後に行われた町長選挙で、処理計画の白紙撤回を公約に掲げる前町議会議員の日下纓子が反対運動の追い風に乗り当選した。「白紙撤回」には、能勢での現地保管・無害化処理を期待する者が多かったが、町長に就任した日下は、早々と豊能町内で木代以外の場所での汚染物質の保管・処理の道を模索しはじめた。これには、選挙で日下を支持した者を中心に「公約違反」との批判が噴出する結果となった。
2001年、日下町長（当時・以下同）が汚染物の保管計画の予定地に選定したのは、周りに民家がない西地区の初谷川源流域であった。しかし、これにも激烈な反対運動が起こり、反対の署名は約5,700名に上り、川尻自治会、野間口自治会より反対の請願が提出され、議会はこれを可決、住民訴訟まで起こった（代表：藤田隆＝後、町議会議員）。これにより、日下は初谷源流域での汚染物保管計画を撤回し、汚染物無害化処理施設の建設を別地に求めることとなった。
2003年に入り、初谷川とは光明山を挟んで反対側に位置する川尻の共有林が処理施設の予定地に選定された。ところが、これも地元自治会に門前払いされ、早期に計画は挫折することとなった。次に日下が予定地に選んだのは余野であった。この建設予定地は教育施設に近く、子供たちの安全を脅かすなどとして地元でまたもや猛烈な反発が起こり、余野自治会会長が解任される騒ぎまで至った。
ここに至り、日下は豊能町内での汚染物の保管・無害化処理計画を諦め、能勢の現地での処理を模索する事となった。その後、旧美化センターのあった能勢町の山内地区との現地処理の和解調停が成立し、事態は解決に向け動き始めたが、最終処理までの技術を持たないクボタを処理業者に指名したため、さらに混迷は続くこととなる。
2008年に就任した池田勇夫町長は当初、県外処理を模索するが最終的に木代地区での処理を進める。
2012年に行われた町長選挙で田中龍一町長が誕生し、それまでの方針から再び変更される。
2015年、福岡県の三池製錬株式会社との間で約1億円で無害化処理をする契約が成立。同年8月9日にドラム缶198本が搬出されたが、12月になっても処理は進んでいなかった。その背景には、一度搬出された一般廃棄物を三池製錬から産業廃棄物として搬出すれば、基礎自治体に通知しなくても安く処理できるという話が浮上し、処理ストップがかかったことが理由とされている。
2016年2月、豊能郡環境施設組合が三池製錬に廃棄物を引き取りに行き、新たに9650万円の処理費用を支払うも処理されず、関西環境建設株式会社とその関連会社で、産業廃棄物として処理したことが公表された。
2016年8月に、神戸市の許可を得ないまま、同市西区内の産業廃棄物最終処分場に持ち込まれ埋立処分されていたことが明らかとなり、神戸市は豊能郡環境施設組合に対し、抗議の上8月10日までに撤去するよう要請。廃棄物はこのときに掘り起こした土も含めておよそ8倍の重さに膨れ上がった。組合は、兵庫県の川西市に近い町西部の山林に仮置き場を設けたが、周辺住民らの反対で搬入を断念。期限を31日に延長してもらい、豊能町の町有地（旧双葉保育園ほか）を2カ月と期間を限定し、仮置き場とすることで町民の了承を得て、8月31日に搬出を完了させた。
その後、2023年現在まで6年に渡り仮置き場に保管されている。人口減少が続く豊能町は2022年4月、国が過疎法で財政支援する対象地域に指定された。国の財政措置などを見込んで公共施設の再編を計画しており、組合はこの再編に合わせて最終処分場所を探しているが、「旧保育所を含めた周辺」という方針があるだけでめどはたっていない。

## 著名な出身者
- 大西ライオン（お笑いタレント）
- 関本昌平（ピアニスト）
- 高山右近（武将）

### ゆかりのある人物
- 斉藤初音（CBCテレビアナウンサー）- 吹田市生まれ。3歳から小学生の頃まで豊能町育ち[6]。